# Олеша, Юрий Карлович
Ю́рий Ка́рлович Оле́ша (бел. Юрый Карлавіч Алеша; 19 февраля [3 марта] 1899, Елисаветград — 10 мая 1960, Москва) — русский советский писатель, киносценарист, поэт и драматург, журналист. Одна из ключевых фигур одесского литературного кружка 1920-х годов.

## Биография

### Происхождение
Юрий Олеша родился 19 февраля (3 марта) 1899 года в Елисаветграде (сейчас Кропивницкий) в семье обедневших белорусских дворян. Род Олеши (первоначально православный) ведёт начало от боярина Олеши Петровича, получившего в 1508 году от князя Фёдора Ивановича Ярославича-Пинского село Бережное на Столинщине. Впоследствии род полонизировался и принял католичество.
Отец, Карл Антонович Олеша, был акцизным чиновником; умер в 1940-е годы. Мать Олимпия Владиславовна (1875—1963) уже после смерти сына вернулась в Советский Союз. В последние годы, когда она уже была тяжело больна, за ней ухаживала жена умершего писателя, Ольга Густавовна Суок. Похоронена рядом с сыном. Старшая сестра Ванда (1897—1919) в юности умерла от тифа.
Родным языком Юрия был польский.

### Ранние годы
В 1902 году семья переехала в Одессу. Здесь Юрий поступил в Ришельевскую гимназию, играл в футбол за команду гимназии; ещё в годы учёбы начал сочинять стихи. Стихотворение «Кларимонда» (1915) было опубликовано в газете «Южный вестник».

Окончив гимназию, в 1917 году Олеша поступил в Одесский университет, два года изучал юриспруденцию. «Ничего не усвоил за эти два университетских года. Сдал только один зачёт: теорию права.» В Одессе он вместе с молодыми литераторами Валентином Катаевым, Эдуардом Багрицким и Ильёй Ильфом образовал группу «Коллектив поэтов». Сотрудничал с «Бюро украинской печати» (Украинское отделение РОСТА).
В годы Гражданской войны Олеша оставался в Одессе, в 1921 году переехал по приглашению В. Нарбута на работу в Харьков. Работал журналистом и печатал стихи в газетах, пережил бурный роман с Серафимой Суок. В 1922 году родители Олеши эмигрировали в Польшу.

### Творческий расцвет
В 1922 году, после отъезда родителей, Олеша переехал в Москву, писал фельетоны и статьи, подписывая их псевдонимами Зубило и Касьян Агапов. Эти произведения публиковались в отраслевой газете железнодорожников «Гудок» (в ней печатались также Михаил Булгаков, Валентин Катаев, Илья Ильф и Евгений Петров). В Москве Олеша жил в знаменитом «писательском доме» в Камергерском переулке. «В нём буквально играло, веселилось моцартианское начало».
В 1924 году Олеша написал своё первое большое прозаическое произведение — роман-сказку «Три толстяка», который был опубликован лишь четыре года спустя. Всё произведение проникнуто романтическим революционным духом. Это сказка про революцию, про то, как весело и мужественно борются против господства трёх жадных и ненасытных толстяков-властителей бедные и благородные люди, как они спасают их усыновленного наследника Тутти, оказавшегося украденным братом главной героини — девочки-циркачки Суок, и как весь народ порабощённой страны становится свободным.
В 1927 году в журнале «Красная новь» был опубликован роман «Зависть», одно из лучших произведений советской литературы о месте интеллигенции в послереволюционной России. Романтизм революции и связанные с ней надежды, присущие сказке «Три толстяка», резко потонули в новых сложившихся условиях. Многие литературные критики называют «Зависть» вершиной творчества Олеши и, несомненно, одной из вершин русской литературы XX века. В 1929 году автор написал по этому роману пьесу «Заговор чувств».
Борис Ливанов называл Олешу королём «гномов».
Книгу «Три толстяка» Олеша посвятил Валентине Леонтьевне Грюнзайд, за которой он ухаживал во время работы над сказкой. К моменту опубликования книги она уже стала женой писателя Евгения Петровича Петрова (Катаева). Впоследствии Олеша женился на сестре Серафимы Суок — Ольге (1899—1978). Воспитывал её сына от первого брака, Игоря Михайловича Росинского (1920—1937), который покончил с собой, выбросившись из окна.

### Отход от литературы и творчества
В пейзаж новой «индустриальной» литературы Олеша вписаться не смог. В 1930-е и последующие годы из-под его пера не вышло крупных художественных произведений. «Он создавал арки и не мог сомкнуть их своды», — писал о нём Виктор Шкловский. Слишком ясна стала невостребованность в новом советском государстве его героев-мечтателей. На Первом съезде Союза писателей Олеша произнёс покаянную речь, где уподобил себя главному герою романа «Зависть» Николаю Кавалерову:

Кавалеров — это я сам. Да, Кавалеров смотрел на мир моими глазами: краски, цвета, образы и умозаключения Кавалерова принадлежат мне. И это были наиболее яркие краски, которые я видел. Многие из них пришли из детства или вылетели из самого заветного уголка, из ящика неповторимых наблюдений. Как художник, проявил я в Кавалерове наиболее чистую силу, силу первой вещи, силу пересказа первых впечатлений. И тут сказали, что Кавалеров — пошляк и ничтожество. Зная, что много в Кавалерове есть моего личного, я принял на себя это обвинение в пошлости, и оно меня потрясло.

Литературовед А. Гладков назвал выступление Олеши, развенчивающее Кавалеровых как пережиток старого режима, «автобиографическим самооговором»: «Запретив себе в искусстве быть самим собой, Олеша стал никем. Таков суровый и справедливый закон творчества. Или ты — это ты, или — никто». Сам Олеша так объяснял в письме к жене свой творческий кризис: «Просто та эстетика, которая является существом моего искусства, сейчас не нужна, даже враждебна — не против страны, а против банды установивших другую, подлую, антихудожественную эстетику».

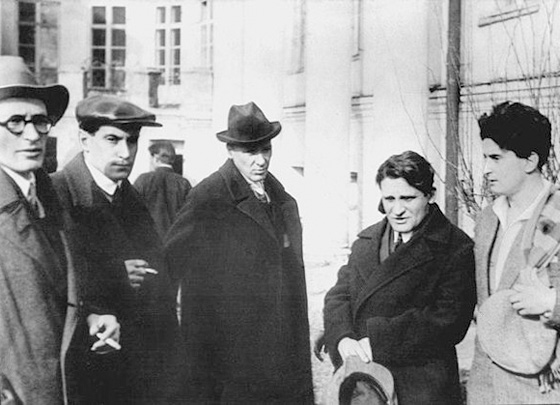
Михаил Файнзильберг (брат Ильи Ильфа), Валентин Катаев, Михаил Булгаков, Юрий Олеша и Иосиф Уткин на похоронах Владимира Маяковского. 1930 год

В 1930-е годы по заказу МХАТа Олеша работал над пьесой о нищем, «в основе которой лежала владевшая им мысль об отчаянии и нищете человека, у которого отнято всё, кроме клички „писатель“». Критическое отношение к советской действительности сквозит и в пьесе «Список благодеяний» (1930), которую под давлением цензуры пришлось переписать. Поставленный Мейерхольдом спектакль три сезона давал полные сборы, после чего был снят (не по цензурным соображениям).
В 1937 году выступил в «Литературной газете» со статьёй «Фашисты перед судом народа», обличая бывших руководителей партии, обвинённых в создании подпольного параллельного троцкистского центра, и воспевая Сталина:

Они покушались на Сталина. На великого человека, сила которого, гений, светлый дух устремлены на одну заботу — заботу о народе. Мерзавцы, жалкие люди, шпионы, честолюбцы, завистники хотели поднять руку на того, кому народ сказал: ты сделал меня счастливым, я тебя люблю. Это сказал народ! Отношение народа к Сталину рождает в сердце такое же волнение, какое рождает искусство! Это уже песня!

В годы войны Олеша жил в эвакуации в Ашхабаде, работал там на радио, вернулся в Москву только в 1947 году. Обстановка в стране и в культуре оказывала на Олешу заметное угнетающее воздействие. Писать по канонам соцреализма он не хотел и не мог. «Всё опровергнуто, и всё стало несерьёзно после того, как ценой нашей молодости, жизни — установлена единственная истина: революция», — записал он в своём дневнике. В 1930-х годах многие друзья и знакомые писателя были репрессированы, главные произведения самого Олеши с 1936 по 1956 год не переиздавались.
После возвращения из эвакуации Олеша, потерявший право на московскую жилплощадь, жил в квартире Казакевича. В последние годы жизни его часто можно было видеть в Доме литераторов, но не выступающим в залах, а сидящим в ресторане со стаканом водки. Денег у него не было, другие литераторы почитали за честь угостить писателя.
Встречами с Олешей вдохновлен рассказ Виктора Голявкина «Петлянье», этот рассказ автор и посвятил Юрию Карловичу.
Пристрастие к спиртному подорвало здоровье писателя. Олеша скончался в Москве 10 мая 1960 года, его нашли в луже захлебнувшимся. Похоронен в Москве, на Новодевичьем кладбище (1 уч. 1 ряд).

### Дневниковое наследие
О том, что дар художника не был им утрачен, свидетельствуют многочисленные дневниковые записи Олеши, обладающие качествами подлинно художественной прозы. Уже при жизни писателя, в 1956 году, под названием «Ни дня без строчки» были опубликованы первые выдержки из его дневника. Позже, в 1961 году, появилось расширенное издание. В отборе и составлении книги принимал участие Виктор Шкловский. Отдельное издание вышло в 1965 году. В книге Олеши прихотливо перемешаны автобиографические сюжеты, размышления автора об искусстве и о происходящем вокруг. Существенно дополненное издание дневников Олеши увидело свет в 1999 году под названием «Книга прощания» (редактор В. Гудкова).

### Поэмы
- «Агасфер» (1920)
- «Беатриче» (1920)

### Романы
- «Три Толстяка» (1924)
- «Зависть» (1927)
- «Нищий» (эскизы, 1929)

### Рассказы
- «Лиомпа» (1926)
- «Человеческий материал» (1928)
- «В цирке» (1928)
- «Я смотрю в прошлое» (1928)
- «Пророк» (1928)
- «Любовь» (1929)
- «Цепь» (1929)
- «Вишневая косточка» (1929)
- «Записки писателя» (1930)
- «Альдебаран» (1931)

### Пьесы
- «Маленькое сердце» (1918, текст утерян)[20]
- «Игра в плаху» (1920)
- «Заговор чувств» (1929, инсценировка романа «Зависть»)
- «Три толстяка» (1929, инсценировка одноимённого романа)
- «Список благодеяний» (1930)
- «Смерть Занда» (другие названия — «Нищий», «Нищета философии», неоконченная пьеса о коммунисте Занде в 6 сценах, 1929—1930)
- «Смерть Занда» (с тем же названием, другое название — «Чёрный человек», наброски к пьесе о писателе Занде, 1931—1934)
- «Бильбао» (эскизы, 1937—1938)
- «Чёрная бутылка» (эскизы инсценировки романа Ж. Верна «Дети капитана Гранта», 1946)
- «Идиот» (инсценировка романа Ф. М. Достоевского, 1958)
- «Цветы запоздалые» (инсценировка рассказа А. П. Чехова, 1959)
- «Гранатовый браслет» (эскизы инсценировки повести А. И. Куприна, 1959)

### Киносценарии
- «Рассказ об одном поцелуе» (1918; судьба фильма неизвестна)
- «Строгий юноша» (1934, для фильма «Строгий юноша»)
- «Кардинальные вопросы» (1935, не снят)
- «Солдаты болот» («Вальтер», для фильма «Болотные солдаты», 1938)
- «Ошибка инженера Кочина» (для фильма «Ошибка инженера Кочина», совм. с А. Мачеретом, 1939)
- «Двадцатилетие советской кинематографии» («Кино за 20 лет», для документального фильма «Кино за 20 лет», совм. с А. Мачеретом, В. Пудовкиным, Э. Шуб, 1940)
- «Маяк» (диалоги для новеллы из «Боевого киносборника № 9», 1942)
- «Девочка и цирк» (для мультфильма «Девочка в цирке», 1949)
- «Огонь» («Мышь и время», 1950, не снят; позже сценарий был переработан М. Вольпиным и О. Суок для мультфильма «Огонь», 1971)
- «Сказка о мёртвой царевне и о семи богатырях» (для мультфильма «Сказка о мёртвой царевне и о семи богатырях», 1951)
- «Море зовёт» (диалоги для фильма «Море зовёт», сценарий В. Морозова, Н. Морозовой, 1959)
- «Три толстяка» (по одноимённому роману, 1959, не снят)

### Дневниковые записи
Многочисленные дневниковые записи, сделанные в 1930-е — 1950-е годы, изданы после смерти писателя.
Две основные издательские версии дневников Олеши:
- «Ни дня без строчки» (избранные фрагменты, разделённые по темам)
- «Книга прощания» (полное издание, исключающее некоторые повторы, в хронологическом порядке)

## Фильмы по произведениям Олеши

### Фильмы по сценариям Олеши
- 1936 — «Строгий юноша»
- 1938 — «Болотные солдаты»
- 1939 — «Ошибка инженера Кочина»
- 1940 — «Кино за 20 лет» (документальный)
- 1942 — «Боевой киносборник № 9» (новелла «Маяк», диалоги)
- 1950 — «Девочка в цирке»
- 1951 — «Сказка о мёртвой царевне и о семи богатырях»
- 1959 — «Море зовёт» (диалоги)

### Экранизации
- 1963 — Три толстяка (мультфильм)
- 1966 — Три толстяка (фильм)
- 1967 — Зависть (телеспектакль)
- 1967/1987 — Ангел (киноальманах «Начало неведомого века», новелла первая)
- 1969 — Цветы запоздалые (реж. А. М. Наль). В фильме использована вольная инсценировка одноимённого рассказа Чехова, сделанная Юрием Олешей в 1959 году; в самом начале картины указано имя писателя.[21] Не путать эту работу с фильмом «Цветы запоздалые» 1970 года по мотивам того же рассказа Чехова (режиссёр и сценарист Абрам Роом).
- 1971 — Огонь (мультфильм) (на основе сценария Юрия Олеши, переработанного после его смерти вдовой писателя Ольгой Суок и Михаилом Вольпиным)[22].
- 1980 — Разлучённые (мультфильм)

## Память
Имя Юрия Олеши носит одна из улиц в Гродно, откуда происходит род писателя, и улица в Одессе, где писатель провёл детство и юность (мемориальная доска на д. 3).
Джазовый саксофонист, клавишник и композитор Алексей Козлов, лидер популярной в 1970—1980-е годы джаз-рок-группы «Арсенал», посвятил памяти писателя свою авторскую инструментальную пьесу «Зависть» (названную в честь одноимённого литературного произведения Олеши), которая исполнялась на концертах группы в конце 80-х, а в 1991 году была издана на виниловом альбоме «Арсенал-6».

## Архив
Фонд Юрия Карловича Олеши хранится в Российском государственном архиве литературы и искусства под номером 358. Фонд считается крупным и содержит 1278 единиц хранения за 1880—1979 годы. Фонд содержит рукописи писателя — пьесы, сценарии, романы: «Три толстяка» (1924), «Зависть» (1924), «Нищий» (1929); «Игра в плаху» (1920), «Вальтер» (1936), «Болотные солдаты»; стихотворения, пьесы, альбомы А. Крученых; большой корпус переписки и собрание фотографий.